# 北島町立北島小学校
北島町立北島小学校（きたじまちょうりつ きたじましょうがっこう）は、徳島県板野郡北島町中村字長池にある公立小学校。同じ町内の、北島南小学校、北島北小学校と区別する時は「中央（小学校）」という俗称が使われることもある。

## 沿革
- 1894年10月 - 北島高等小学校として開校[1]。
- 1917年5月 - 現在地に移転。
- 1932年3月 - 北島尋常高等小学校となる。
- 1941年4月 - 北島国民学校となる。
- 1947年4月 - 北島町立北島小学校となる。
- 1954年10月 - 創立60周年記念式典の挙行。校章・校歌が制定される。

## 校訓
- 強く・正しく・暖かく

## 校歌
- 作詞: 西條八十
- 作曲: 古関裕而[2]

## 卒業生
- 竹宮惠子（漫画家、京都精華大学元学長）[3]
- 吉川沙織（政治家、参議院議員）